# Megachile igniscopata
Megachile igniscopata är en biart som beskrevs av Cockerell 1911. Megachile igniscopata ingår i släktet tapetserarbin, och familjen buksamlarbin. Inga underarter finns listade i Catalogue of Life.